# Dichrophleps symmetrica
Dichrophleps symmetrica är en insektsart som beskrevs av Young 1968. Dichrophleps symmetrica ingår i släktet Dichrophleps och familjen dvärgstritar. Inga underarter finns listade i Catalogue of Life.